# جین کانل
جین کانل (انگلیسی: Jane Connell؛ ‏ ۲۷ اکتبر ۱۹۲۵ – ۲۲ سپتامبر ۲۰۱۳) یک هنرپیشه، و خواننده اهل ایالات متحده آمریکا بود.
از فیلم‌ها یا مجموعه‌های تلویزیونی که وی در آن‌ها نقش داشته است، می‌توان به همگی در خانواده اشاره نمود.
جین اسپری کانل (زادهٔ ۲۷ اکتبر ۱۹۲۵ – درگذشته ۲۲ سپتامبر ۲۰۱۳) یک هنرپیشه شخصیت آمریکایی بود. او در برکلی، کالیفرنیا از خانواده لوئیس وسلی و مری (با نام خانوادگی اسپری) بنت متولد شد.
کانل کار خود را با همسرش گوردون آغاز کرد و در کلوپ های شبانه سانفرانسیسکو مانند پیاز ارغوانی و گرسنه من سرگرم شد. در نهایت این زوج به شهر نیویورک نقل مکان کردند، جایی که کانل اولین حضور خود را در خارج از برادوی در سال 1955 احیا کرد. اپرای Threepenny، یک موفقیت طولانی مدت در Theater de Lys. در تولید لندن روزی روزگاری تشک، کانل در نقش وینیفرد ایفای نقش کرد، نقشی که کارول برنت در نیویورک آغاز شد.[نیازمند منبع]
برجسته ترین موفقیت کانل در سال 1966 به دست آمد، زمانی که او در نقش اگنس گوچ در تولید اصلی برادوی فیلم Mame جری هرمان انتخاب شد. او پس از نارضایتی ستاره فیلم، لوسیل بال، از مادلین کان، که در ابتدا برای ایفای نقش گوچ قرارداد بسته بود، نقش را در اقتباس روی صفحه نمایش در سال 1974 بازسازی کرد.[1]
تنها چهار فوت یازده، کانل به عنوان استاد ژست کمیک بزرگ در The Oxford Companion to American Theatre توصیف شد، که او را به عنوان "زنی کوچک با صدای غول پیکر و جیر جیر" توصیف می کرد.[2]
جین کانل برای بازی در فیلم من و دختر من (1986) نامزد جایزه تونی بهترین بازیگر نقش اول زن در یک موزیکال شد. اعتبارات اضافی برادوی عبارتند از چهره های جدید 1956 (1956). درات! گربه! (1965)؛ دنیای عزیز (1969)، بار دیگر از آنجلا لنزبری حمایت کرد. احیای کوتاه مدت مامه در سال 1983، که در آن لنزبری نقش اصلی خود را در سال 1966 تکرار کرد. به من یک تنور قرض بده (1989); دیوانه برای تو (1992); و ماه بر فراز بوفالو (1995) با بازی کارول برنت. آخرین حضور او در برادوی در نقش پیانیست Jeannette Burmeister در فیلم The Full Monty بود که جانشین کاتلین فریمن شد که در حین اجرای برنامه اش درگذشت.
جین و گوردون کانل از فعالیت های گسترده تئاتر لذت بردند. آنها با هم در برادوی در لیسیستراتا (نوامبر 1972) ظاهر شدند و ملینا مرکوری نقش اصلی را بازی کرد. او در انکورهای مرکز شهر نیویورک ظاهر شد! تولید Call Me Madam (فوریه 1995)، و ارائه کنسرت سالن رسیتال ویل تالار کارنگی از Noël Coward's Sail Away (نوامبر 1999).
نقش های سینمایی جین کانل شامل Kotch و House Calls بود. حضورهای تلویزیونی او شامل جادو، جریب سبز، همه در خانواده، عشق، سبک آمریکایی، M*A*S*H، Maude، Good Times و Law & Order بود.[نیازمند منبع]